# Werner Walcker-Mayer
Werner Walcker-Mayer (* 1. Februar 1923 in Ludwigsburg; † 13. November 2000 in Saarbrücken) war ein deutscher Orgelbauer.

## Leben
Werner Walcker-Mayer war der Sohn von Felix Mayer, Prokurist der Orgelbaufirma Walcker, und seiner Ehefrau Hildegard (* 1. Juni 1899; † 1943), geborene Walcker, der Tochter von Oscar Walcker.
Von 1939 bis 1942 absolvierte er eine Lehre zum Orgelbauer in der Firma Sauer in Frankfurt/ Oder. 1948 übernahm er den Orgelbaubetrieb nach dem Tod seines Großvaters Oscar Walcker, da dessen Sohn Heinrich (* 28. Juli 1901), der als Nachfolger vorgesehen war, bereits 1946 gestorben war. Im Jahr 1960 gründete er ein Zweigwerk in Guntramsdorf. 1974 wurde der Sitz der Firma nach Murrhardt-Hausen verlegt, 1985 nach Kleinblittersdorf.

## Orgelbau
Unter Werner Walcker-Mayers Leitung wurden über 3000 Orgeln gebaut. Der Betrieb war damit in der zweiten Hälfte des 20. Jahrhunderts einer der größten in Europa. Zeitweise wurden mehr als 200 Mitarbeiter beschäftigt.
Bedeutende Werke waren:
- 1951, Opus 2986: Stuttgart, Süddeutscher Rundfunk/Villa Berg, mit IV/72[2]
- 1954, Opus 3219: São Paulo, Basilica Sao Bento, mit IV/76
- 1967, Opus 5000: Ulm, Hauptorgel des Ulmer Münster, mit V/99
- 1967, Opus 5200: Budapest, Franz-Liszt-Musikakademie, mit IV/86[3]
- 1972, Opus 5295: Sinzig, St. Peter, mit III/45 und Disposition und Klangkonzept von Peter Bares
- 1968, Opus 5300: Wien, Walcker-Orgel des Wiener Musikvereins, mit IV/100
- 1969, Opus 5400: Salzburg, Mozarteum, mit III/57[4]
- 1972, Opus 5500: Laramie, University of Wyoming, mit III/40
- 1994, Opus 5917: Warschau, Chopinakademie, mit III/55[5]
- 1996, Opus 5921: Guadalupe, Real Monasterio de Guadelupe, mit IV/60[6]

### Praetorius-Orgel
Oscar Walcker hatte 1921 für das Musikwissenschaftliche Seminar der Universität Freiburg die sogenannte Praetorius-Orgel (op. 1945) gebaut und gestiftet. Dieses Instrument wurde im II. Weltkrieg zerstört. 1954 wurde es von Walcker-Mayer als op. 3221 wieder neu gebaut.

### Orgel von Aquincum
Ausgiebig hat sich Walcker-Mayer mit der Rekonstruktion und dem Nachbau der Orgel von Aquincum beschäftigt und darüber ein Buch veröffentlicht.

## Walcker-Stiftung für Orgelwissenschaftliche Forschung
1965 rief Walcker-Mayer die Walcker-Stiftung zur Förderung der orgelwissenschaftlichen Forschung ins Leben.
Am Freiburger Lehrstuhl für Musikwissenschaft wurden damit unter der Leitung von Hans Heinrich Eggebrecht Forschungsaufträge durchgeführt, zahlreiche Schriften veröffentlicht und Tagungen veranstaltet.

## Nachkommen
Werner Walcker-Mayer hatte mehrere Kinder. Von ihnen sind weiterhin mit dem Orgelbau beschäftigt:
- Gerhard  Walcker-Mayer (* 3. Juli 1950 in Ludwigsburg) gründete 1999 einen eigenen Betrieb in Saarbrücken.
- Michael Walcker-Mayer (* 5. Mai 1957 in Ludwigsburg) übernahm 1999 die Werkstatt in Guntramsdorf.

## Ehrungen
- Ehrendoktor der Universität Freiburg